# Gioco educativo

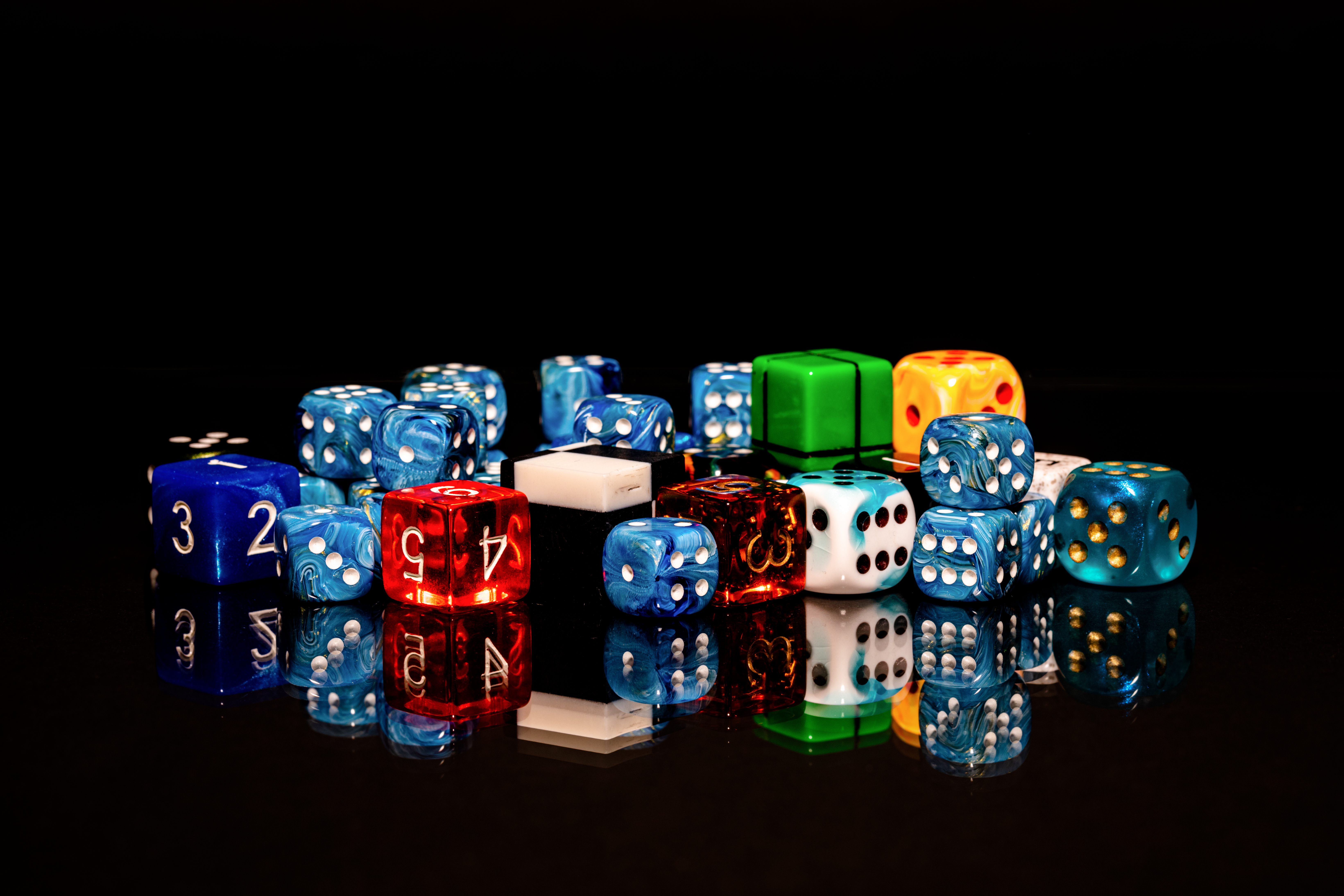
Dadi da gioco utilizzati nei giochi da tavolo

Il gioco educativo è un gioco esplicitamente progettato con scopi o valori educativi. Tutti i tipi di giochi possono essere utilizzati in un ambiente educativo, tuttavia sono appositamente ideati per aiutare le persone a conoscere determinati argomenti, espandere concetti, rafforzare lo sviluppo, comprendere un evento storico-culturale e/o assisterli nell'apprendimento di un'abilità attraverso il gioco.
Essi possono includere anche l’utilizzo di giochi da tavolo, carte e videogiochi.

## Tipologie

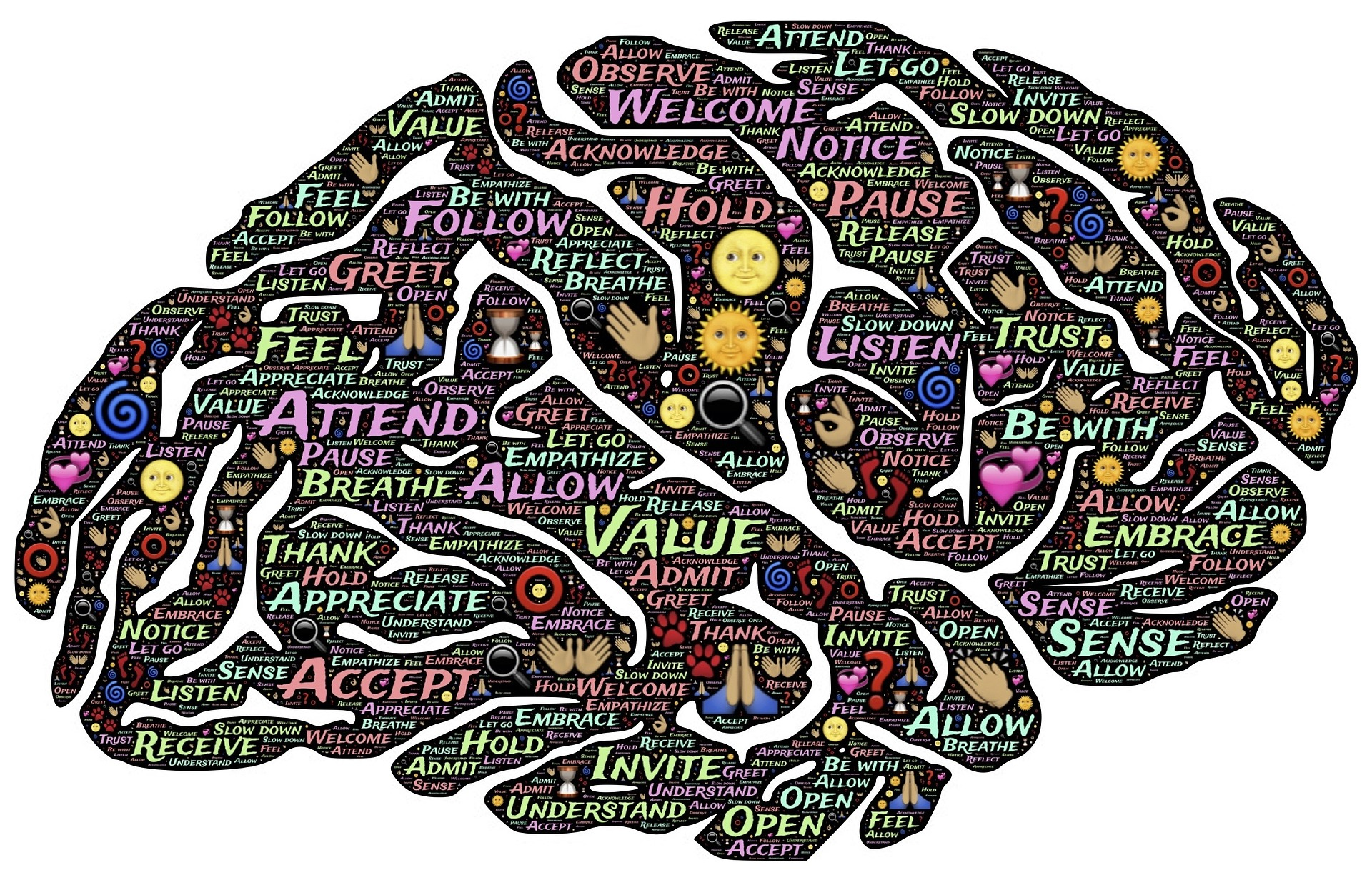
Le capacità della mente

I giochi educativi costituiscono soltanto una delle molteplici forme che possono assumere i giochi e hanno come scopo principale quello di offrire al destinatario degli oggetti orientati a favorire lo sviluppo di alcune funzioni e capacità mentali, l’avviamento a certe conoscenze e la possibilità di permettere delle frequenti ripetizioni in rapporto alle capacità intellettuali, attentive e mnemoniche.
Le tipologie variano a seconda della destinazione:
- in relazione alle funzioni e alle conoscenze che esse implicano;
- sulla base delle età dei discenti;
- al fatto che siano destinate a delle occupazioni individuali o collettive;
- in funzione all'applicazione della tecnica d’esecuzione o di correzione.

## Caratteristiche psicologiche
Il gioco gode di numerosi aspetti psicologici che si configurano come la combinazione di sei differenti componenti, quali:
1. la motivazione intrinseca, la quale viene considerata come uno dei principali caratteri distintivi del gioco. Infatti, non ha altra giustificazione se non il gioco stesso e non sono presenti pressioni esterne o attese sociali ad indurre a tale comportamento;
2. la priorità dei mezzi sul fine, ovvero significa che nel gioco il procedimento è considerato più importante del risultato;
3. la dominanza dell’individuo rispetto alla realtà esterna riguarda invece il valore dell’esplorazione, la quale serve a ottenere le informazioni così da ridurre il grado di incertezza;
4. la non letteralità riguarda la possibilità di esplorare nuovi possibili significati trattando gli oggetti come se fossero qualcosa d’altro;
5. la libertà dai vincoli;
6. il coinvolgimento attivo: si può affermare che ogni tipo di gioco richiede un impegno da parte del giocatore.

## Funzioni
Uno dei bisogni fondamentali per lo sviluppo dei bambini è rappresentato dall'attività ludica, utile, oltre che per altri innumerevoli motivi, per una crescita equilibrata e serena. Il valore educativo è quello di permettere ai bambini di formarsi nelle diverse dimensioni personali. Le tre principali funzioni del gioco sono:
- la funzione cognitiva (aumenta le abilità pratiche e cognitive);
- la funzione emotiva (permette di esprimere conflitti, disagio e ansia);
- la funzione sociale (aiuta a costruire relazioni con gli altri).

Inoltre, il gioco offre innumerevoli opportunità per imparare a gestire gli inevitabili e formativi conflitti che possono sorgere nella vita adulta. Favorisce indubbiamente la socializzazione, consentendo l'apprendimento di regole e abilità sociali utili al successivo sviluppo dei bambini. In aggiunta, l'attività ludica consente di coltivare la creatività di un bambino, permettendogli di immaginare, costruire, creare, combinare e scomporre, e muoversi continuamente in scenari possibili.
Quindi, giocare permette di scoprire e sperimentare se stessi, di imparare le regole sociali e comportamentali, di riuscire a negoziare le proprie opinioni rispettando la libertà altrui e riuscendo a fare tesoro del valore della tolleranza, della cooperazione e della solidarietà. Attraverso l'attività ludica, i bambino riesce a controllare in maniera positiva situazioni affettive ed emotive troppo intense e al di fuori di quella che è la loro portata. Possiamo quindi concedere che il gioco fa quasi da ponte tra l'attività manifestata del bambino e le sue esperienze di tipo emotivo.

## Storia

### Antica Grecia
Il gioco educativo ha origini remote infatti possiamo far risalire la sua presenza fin dai tempi della Grecia antica grazie alle testimonianze di due filosofi:
- il filosofo Platone ( Atene 428 a. C. - Atene 347 a. C.) ritiene che il gioco sia indispensabile per il fanciullo e che si sviluppi mediante l'unione di serio e di ludico. In modo particolare, devono essere incentivate le attività svolte in gruppo che privilegiavano il movimento fisico e la cooperazione, è necessario abbattere ogni forma di pigrizia ed educare i bambini fin da piccoli a mantenersi attivi e vivaci nel rispetto dei propri coetanei e degli adulti, questi ultimi sono gli artefici delle regole presenti in ogni attività. Lo stesso filosofo Platone sostiene che l’adulto sarà tanto migliore quanto meglio avrà giocato da bambino, il gioco è responsabile per questo motivo della formazione di virtù e può fungere da metodo correttivo per i vizi dell'uomo che lo rendono inattivo, dedito al vizio e di conseguenza corrotto.[6]

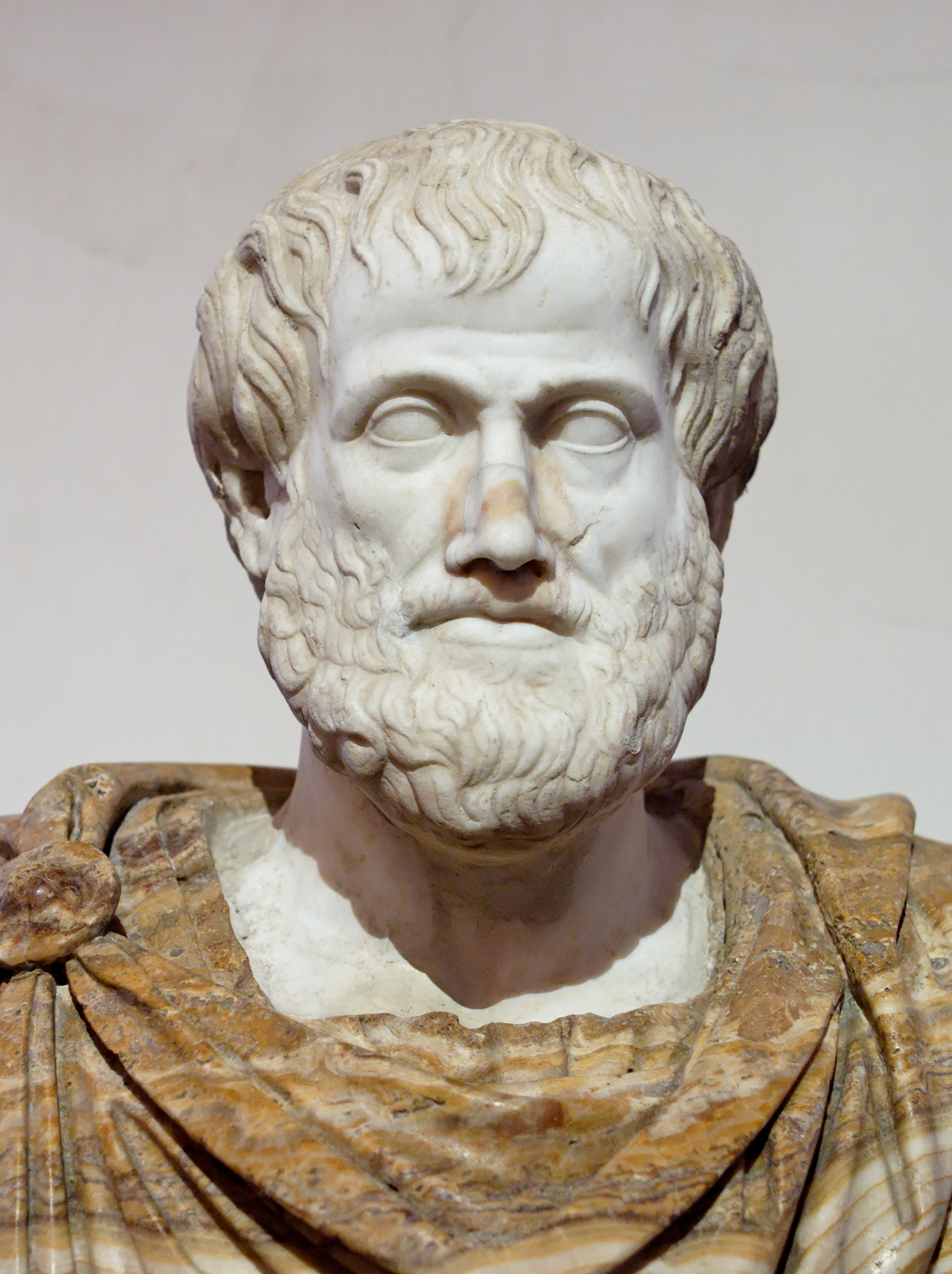
Ritratto di Aristotele

- anche Aristotele (Stagira 384 a. C. - Calcide 322 a. C.) accentua il principio del gioco aggiungendone una funzione ovvero il carattere preparatorio, i giochi dei bambini rappresentano un incipit alle specifiche attività che i fanciulli dovranno compiere in età matura. È proprio per questo motivo che devono essere praticati maggiormente i giochi che simulano le loro possibili professioni future prendendo il posto delle generazioni che li hanno preceduti quindi seguendo le orme dei loro padri e dei loro nonni. Gli adulti devono rimanere invece piuttosto distaccati dal gioco e dedicarsi alla vita pubblica della città per il bene della polìs e di tutta la sua comunità. Il gioco non simboleggia per loro una necessità primaria ma un momento di svago di cui usufruire solo dopo l'adempimento dei loro doveri e l'impegno sociale nei confronti della città e dell'intera società.[7]

### Antica Roma
Anche nell'antica Roma si presentano i segni di una valenza educativa corrisposta al gioco soprattutto in un autore:
- l'oratore romano Marco Fabio Quintiliano (Calahorra 35 d. C. - Roma, 96 d. C.) all'interno di una sua celebre opera: l' "Institutio oratoria" (90-96 d.C.) accenna anche al gioco ritenuto necessario per tutti i ragazzi perché influente sul loro processo educativo (lo studio può essere impostato sotto forma di gioco), inoltre si tratta anche di un punto di riferimento per individuare le inclinazioni dei singoli. Viene in questo modo valorizzato il "ludus" che è insito al processo di apprendimento e che tuttavia non deve tramutarsi in ozio; ogni gioco ha come compito quello di stimolare la creatività del fanciullo che deve palesare le sue inclinazioni e anche i suoi punti di debolezza per potersi continuamente migliorare e mettere in discussione. Oltre ai giochi dinamici destinati al rinvigorimento fisico dell'individuo vi sono anche giochi utili ad incrementare la loro intelligenza nei quali si gareggia ponendosi a vicenda domande di ogni genere con piccoli premi come ricompensa. In caso di imbroglio bisogna ammonire il bambino ma non commettere mai contro di lui atti violenti. Quintiliano è il primo ad abolire le punizioni corporali in quanto inefficaci per permettere l'apprendimento e destinate unicamente ad incutere ansia e paura.

### Età medievale
Durante il periodo medievale, il gioco educativo è considerato un'attività riservata soprattutto ai fanciulli e detiene carattere didattico. Questo significa che come lo era per Aristotele anche nel Medioevo il gioco è funzionale ad indirizzare il giovane alla professione che andrà ad esercitare una volta entrato nel mondo del lavoro.
Le attività più diffuse sono:

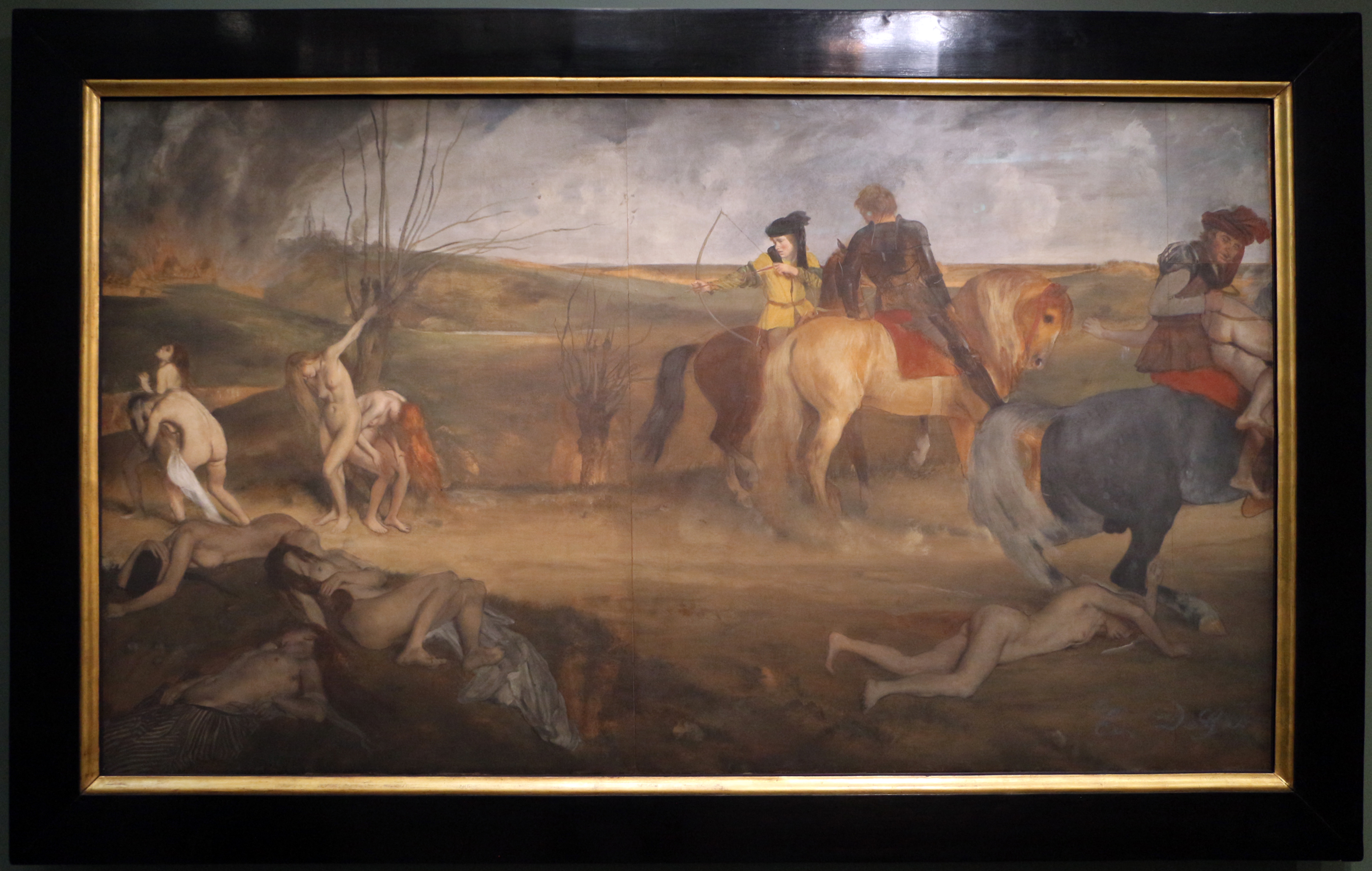
Scena di guerra nel Medioevo del pittore Edgar Degas

- per i bambini l'esercizio del rinvigorimento del corpo attraverso esercizi ginnici inscenando pseudo-combattimenti all'aria aperta con bastoni di legno e altre armi improvvisate, una volta cresciuti alcuni di loro saranno selezionati per entrare nell'esercito figurando come guerrieri in difesa del proprio territorio, altri dovranno invece lavorare nei campi coltivando e prendendosi cura con amore della propria terra, altri ancora troveranno posto all'interno delle celebri botteghe medievali dopo un periodo di apprendistato.
- le bambine svolgono attività all'interno della propria casa come la tessitura e il gioco con le bambole. Viene a maturarsi in questo modo il rispetto del focolare domestico e l'educazione alle buone maniere. In futuro lo scopo è quello di farle diventare delle brave madri e delle devote mogli.

### Età moderna
Molteplici sono i pensatori che tra Settecento e Ottocento inseriscono il gioco come attività che determina risvolti positivi alla crescita e alla maturazione dell'individuo all'interno dei loro modelli educativi. I due pedagogisti più rinomati sono:
- Friedrich Fröbel (1782-1852) che equipara il gioco alla vita stessa del fanciullo perché esso sintetizza tra loro i suoi aspetti fondamentali: fantasia e azione. Il fanciullo è dotato di fantasia in quanto attribuisce una vita a tutto ciò che lo circonda, la fantasia del fanciullo viene valorizzata da Fröbel perché è indice di creatività. Il fanciullo oltre a ciò è anche azione, curiosità, esplorazione. La dinamicità che caratterizza il bambino gli consente di temprare il corpo e formare lo spirito. Fröbel progetta degli oggetti di legno: sfere, cubi e cilindri dipinti di colori primari e di dimensioni diverse denominati "doni" sempre adatte alla manipolazione dei bambini per incentivarne l'apprendimento attivo e la stimolazione della fantasia. L’infanzia è funzionale ad indirizzare alla fanciullezza che, a sua volta, è premessa dell’adolescenza e così via fino alla formazione completa dell’adulto. Per Fröbel non si può diventare veramente uomini se non si è stati veramente bambini infatti al gioco è attribuito un duplice significato: da una parte permette di conoscere l’animo del fanciullo promuovendo il processo di formazione, dall’altra coinvolge l’educazione e l’insegnamento ponendo le basi per l’apprendimento autodiretto (autoformazione) diretto da una o più motivazioni intrinseche da parte del soggetto stesso. Un ritratto del pedagogista Rousseau

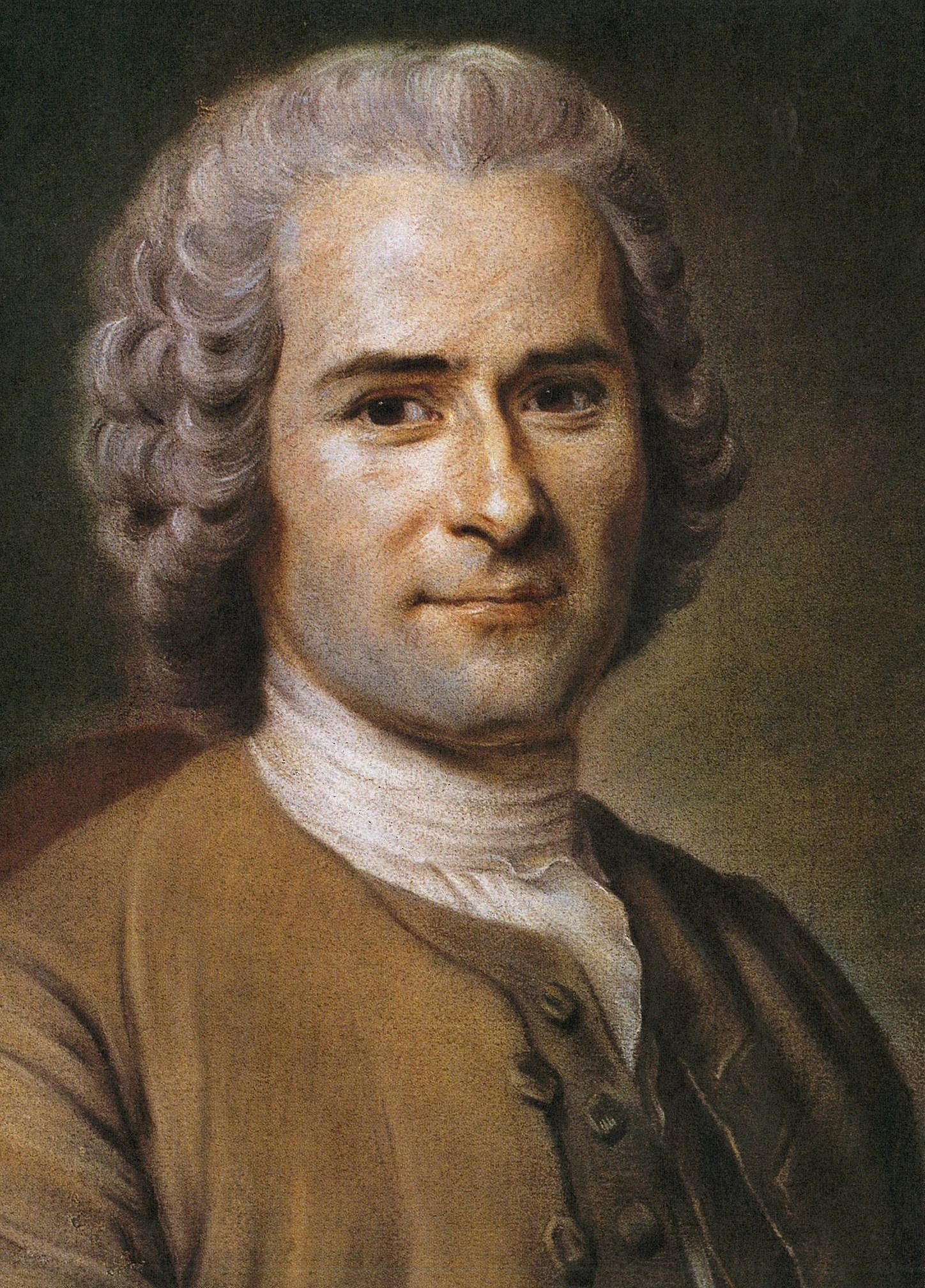
Un ritratto del pedagogista Rousseau

- il grande pensatore simbolo del Settecento Jean Jacques Rousseau (1712-1778) riconosce al gioco una funzione naturalistica, si tratta di uno strumento di riequilibrio tra persona e contesto ambientale. Il gioco è una modalità naturale per scoprire la realtà circostante provando il piacere dell’esplorazione percorrendo in maniera originale un percorso di conoscenza di sé stessi e del mondo. All'interno del suo romanzo più famoso "Emilio o dell'educazione" (1762) è possibile identificare come il gioco detenga funzione educativa in quanto viene utilizzato per permettere al fanciullo di fare esperienza e favorire in lui il contatto con la natura e l'affinamento dei suoi processi sensoriali. In alternativa allo studio per non affaticare eccessivamente Emilio sono previsti anche dei momenti in cui vengono praticate attività esterne come la caccia, il tiro con l'arco e il giardinaggio. Spesso è proprio il precettore di Emilio che stimola il ragazzo ad immergersi in situazioni reali che combinano conoscenze a momenti ludici, in questo modo è possibile verificare l'effettiva interiorizzazione di ciò che prima si era solo andato ad indagare a livello teorico.

### Novecento
In Italia, nel primo Novecento, domina la figura di una donna considerata una delle più grandi educatrici del XX secolo:

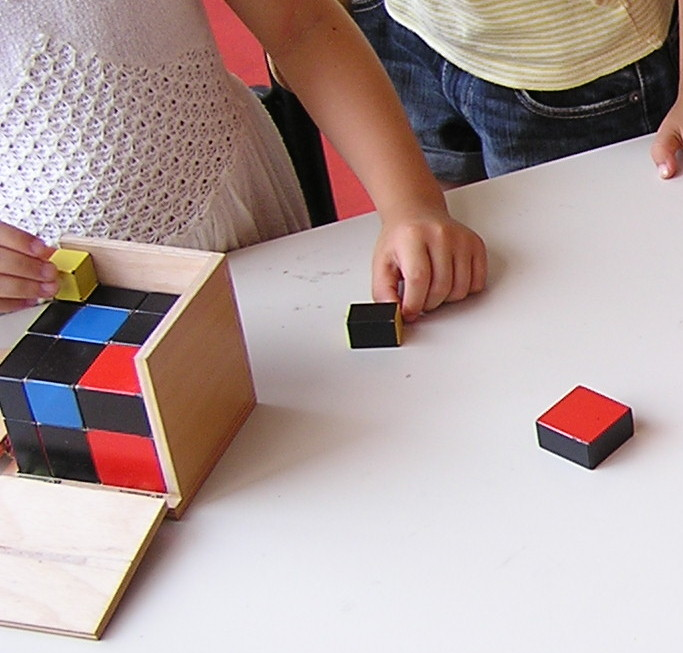
Un esempio di forme geometriche utilizzate da Maria Montessori

- Maria Montessori (1870-1945), definisce il gioco come l'attività più utile affinché i bambini possano svilupparsi fisicamente, mentalmente e intellettualmente in modo equilibrato e armonico. Il gioco viene definito dalla stessa Montessori come "lavoro del bambino" proprio perché è grazie ad esso che il fanciullo ha la possibilità di entrare spontaneamente e attivamente in contatto con il mondo reale con i propri tempi, con i giusti mezzi e attraverso le proprie potenzialità. Ai giocattoli viene riconosciuta valenza educativa infatti grazie ad essi è possibile insegnare ai bambini il funzionamento degli oggetti, il buon utilizzo della creatività, l'arte del problem solving (particolare aiuto è dato in questo caso dalle forme geometriche) e la valenza del proprio gruppo di appartenenza con il quale viene a rafforzarsi la socializzazione e il senso di coesione. I giochi Montessori implementano l'isolamento della difficoltà, consentendo ai bambini di concentrarsi su una singola competenza o concetto per volta, facilitando così un apprendimento più focalizzato e meno sovraccarico.[11] Il cosiddetto "Metodo Montessori" prevede appositamente per sviluppare tutte queste competenze la costruzione di classi aperte e comunicanti tra loro all'interno delle quali vige la libertà di espressione e sperimentazione pur portando rispetto ai materiali scolastici e a tutti coloro che ci circondano.[12]

Anche nell'ambito della psicologia c'è chi ha messo in luce la valenza educativa del gioco:
- per lo psicologo svizzero Jean Piaget (1896-1980) il gioco è uno strumento privilegiato per l’analisi dei diversi stati cognitivi. Viene messo in correlazione il gioco con lo sviluppo mentale del bambino, l'intelligenza cresce in funzione all'età ed è per questo che il gioco subisce una triplice articolazione in: gioco di esercizio, gioco simbolico e gioco di regole. Piaget distingue i vari giochi considerando la cosiddetta "teoria della ricapitolazione" secondo la quale il bambino, durante l’infanzia, rivive nei giochi le tappe più salienti della storia culturale dell’uomo e quindi il suo naturale percorso evolutivo. Tramite il gioco i bambini fanno esercizio di un'attività mentale che crea simboli per evocare eventi o situazioni non presenti nella realtà. Il gioco è governato dal processo di assimilazione attraverso il quale i bambini adattano e trasformano la realtà esterna in funzione delle proprie motivazioni e del proprio mondo interno.[12]

Un altro autore al di fuori del contesto europeo che ha conferito valore e dignità al gioco educativo praticato anche in ambiente scolastico è:

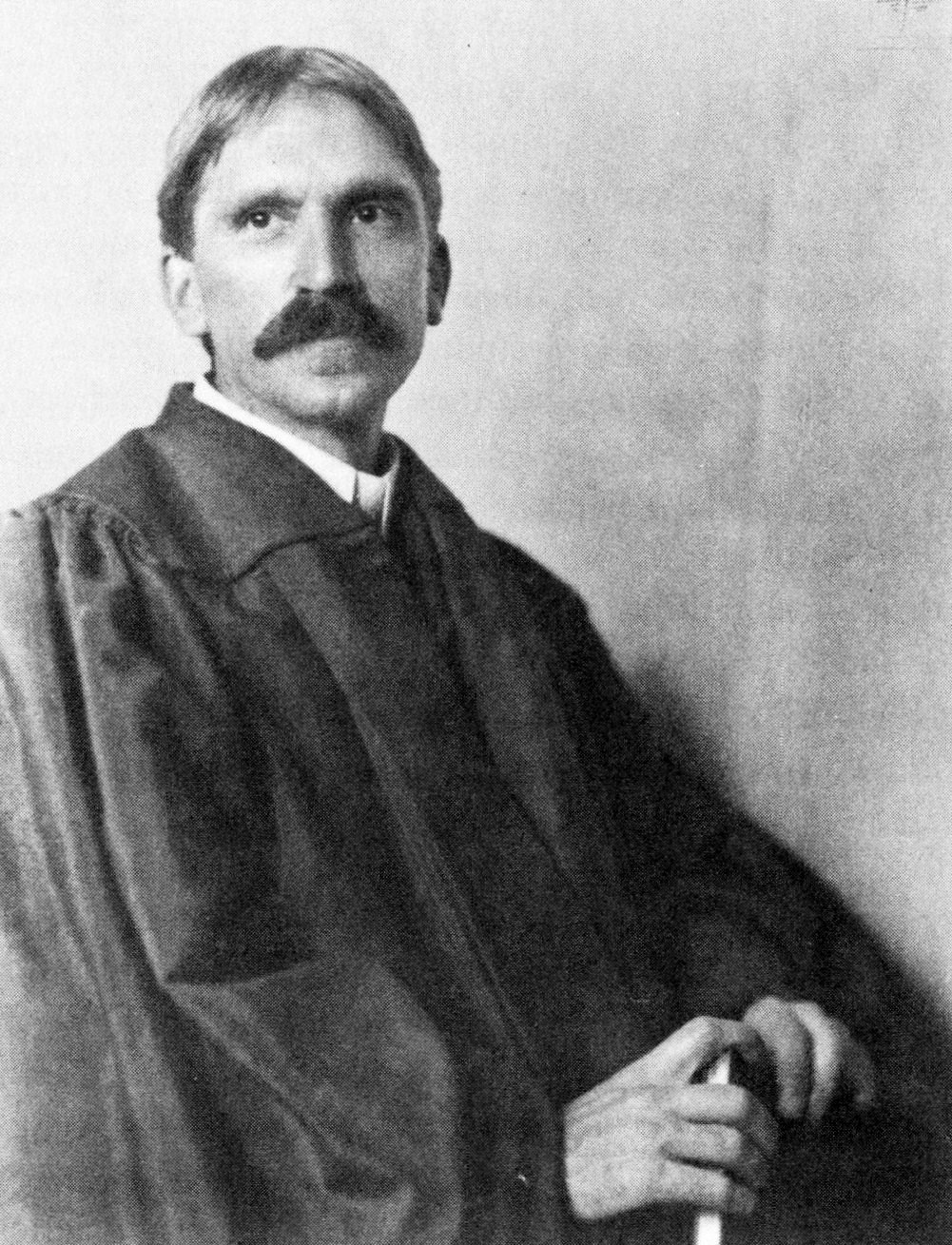
Un ritratto di John Dewey

- John Dewey (1859-1952), il principale promotore dell'attivismo pedagogico del Novecento negli Stati Uniti. Secondo Dewey è il fanciullo ad essere il vero protagonista del suo stesso processo di apprendimento ed è sempre lui che grazie all'attività ludica ha la possibilità di "imparare attraverso il suo stesso fare". Le azioni concrete che svolge a scuola oltre a determinargli una o più forme di apprendimento gli permettono anche di sviluppare e coltivare attitudini ed interessi personali utili al di fuori del contesto scolastico e quindi a contatto con la società. L'esperienza e le abilità dei discenti vengono valorizzate grazie al gioco, quest'ultimo dimostra di essere l'intermediario tra l'interiorizzazione delle conoscenze teoriche e l'applicazione di queste nella pratica. Dewey utilizza l'espressione "learning by doing" per indicare tutto quel vasto insieme di forme gioco-lavoro che permettono all'educando di incrementare le proprie capacità di autocontrollo e il dialogo con i propri coetanei. La scuola deweyana rappresenta una metafora della società ideale di Dewey nella quale vi devono essere pari opportunità di crescita per tutti sia sul piano professionale che personale per mezzo di una gestione democratica delle svariate forme di sapere.[13]

## I giochi nel 21ºsecolo
Come tutte le cose anche i giochi educativi hanno avuto dei cambiamenti col tempo. In passato c’era da parte dei ragazzi sicuramente più creatività, immaginazione e soprattutto stavano maggiormente insieme. La pandemia di COVID-19 e l’era della tecnologia, che ha portato all'utilizzo in maniera smodata quasi compulsiva dei cellulari, dei computer e delle consolle quali la PlayStation, Xbox, Wii e i Game Boy, cambiando drasticamente il modo di socializzare, infatti sempre più frequentemente i ragazzi si riuniscono a distanza, ognuno a casa (propria davanti al PC o alle console) per giocare.
Fino agli anni novanta gli incontri e i giochi di socializzazione tra ragazzi erano certamente diversi ed erano in presenza come possono testimoniare le persone della generazione X che ricorderanno i tempi della loro infanzia, quando giocavano in un parco o in un cortile a nascondino, con la corda oppure a calcio o pallavolo, infatti prima della nascita delle varie console, che hanno portato i ragazzi ad isolarsi, il pallone era l'oggetto con cui tutti giocavano e di cui erano innamorati. Se pioveva, si andava tutti a casa di un amico per far merenda e a giocare con i giochi da tavolo quali il puzzle, gli scacchi e il Monopoly oppure si sognava con la fantasia inventandosi nuovi modi per divertirsi, insomma  "Miscere utili dulci" ovvero mescolare l'utile al dolce quindi unire l'utile al dilettevole; come diceva l'autore latino Orazio nell'Ars Poetica al verso 343.
I bambini di oggi vivono le relazioni, i giochi e le emozioni su un altro binario rispetto al passato. Non hanno più quell’emozione che si viveva una volta, per certi versi oggi sembrano più distaccati, freddi e a volte apatici, quasi come se nel giocare ci fosse qualcosa di meccanico, per questo motivo difficilmente i ragazzi si riuniscono nelle case e i loro incontri sono digitali ed online. Questo comporta che la loro condivisione non potrà mai essere la stessa di quella che c'era e si creava in presenza.
I giochi e gli incontri dei decenni scorsi avevano uno scopo educativo sotto il profilo sociale, dal momento che giocando si poteva imparare tanto in primis sulle altre persone oltre che su se stessi, cosa che è divenuta più difficile con la freddezza dell’attuale socialità mediata dallo schermo.
La responsabilità di questo cambiamento è da attribuire anche alle famiglie, dove non ci sono più la volontà, la voglia e il tempo di portare i figli in un parco a correre o a giocare con altri coetanei, a causa della società in cui viviamo, che non concede più del tempo libero. La famiglia, in molte occasioni, proietta il figlio nel mondo di Internet ed aspetto ancora più grave, è persino fiera di tutto ciò che il figlio fa in tale vortice, non rendendosi conto del danno che gli sta recando e di tutte le cose di cui lo priva.
Il gioco è un’attività che può sembrare banale, invece è di vitale importanza per i bambini, soprattutto i giochi all’aperto e di società che permettono di imparare a crescere ed affrontare il mondo e la sua importanza viene dimostrata nella Convenzione ONU sui diritti dell’infanzia e dell’adolescenza che riconosce, con l’articolo 31, il diritto del fanciullo non solo al riposo e al tempo libero, ma anche al gioco e alle attività ricreative.
L’attività ludica in presenza è fondamentale per lo sviluppo emotivo, cognitivo, motorio, relazionale del ragazzo perché:
- essa gli permette di accrescere le proprie capacità comunicative;
- in questo modo ha la possibilità di prendere coscienza delle regole di molti giochi, soprattutto quelli da svolgere in gruppo i quali presuppongono il rispetto di alcune di esse, imparando in questo modo a comprenderne il significato e la loro necessità;
- viene a stabilirsi uno scambio fecondo con la realtà esterna e con gli altri individui che si crea in modo spontaneo e gioioso attraverso una trasmissione di conoscenze, competenze, tecniche e abilità;
- sviluppa la capacità di gestire e dominare le proprie emozioni;
- impara a programmare e a fare progetti conoscendo la realtà esterna e relazionandosi con essa;
- sviluppa la propria creatività.

Come abbiamo visto gli antropologi, i pedagogisti, i filosofi e gli psicologi si sono occupati e hanno dimostrato che il gioco e la socializzazione hanno un’importante e fondamentale funzione nello sviluppo delle capacità cognitive, creative e relazionali nella crescita del ragazzo infatti il mondo d'oggi con tutte le consolle, ha dato ai ragazzi la possibilità di giocare online dalle proprie case ma di fatto fa perdere la socializzazione tra loro.
Nonostante la perdita del contatto visivo e della reciproca interazione con le altre persone, l’era tecnologica delle consolle ha portato ad una crescita del gioco educativo mediante il game based learning metodo molto utile all’interno dell’ambiente scolastico e nell’apprendimento dei ragazzi, specialmente durante il periodo della didattica digitale, in cui ha assunto un ruolo fondamentale nel garantire il diritto allo studio degli alunni durante la quarantena causa dell’emergenza del coronavirus.
Il game-based learning è l’apprendimento realizzato attraverso l’uso di giochi o videogiochi, che nascono come strumenti di intrattenimento ma poi vengono utilizzati per raggiungere obiettivi educativi mentre quando i giochi e i videogiochi sono applicati a contesti non ludici sii parla di serious game.
I serious game, hanno cambiato radicalmente la metodologia dell’insegnamento, includendo un linguaggio nuovo, dove l’apprendimento avviene mediante livelli di gioco o su attività di gruppo o sul raggiungimento di obiettivi. Molti videogiochi affrontano il tema del bullismo, altri quello delle migrazioni o delle vittime di guerra, spesso raccontando le storie dal punto di visto della parte lesa, veicolando così i concetti di integrazione”, “inclusione”, e soprattutto educando alla comprensione e alla diversità. Inoltre, esistono altri giochi, che sono d’aiuto per l’apprendimento delle lingue, della storia e pure della matematica.

## Esempi di giochi educativi

### Puzzle

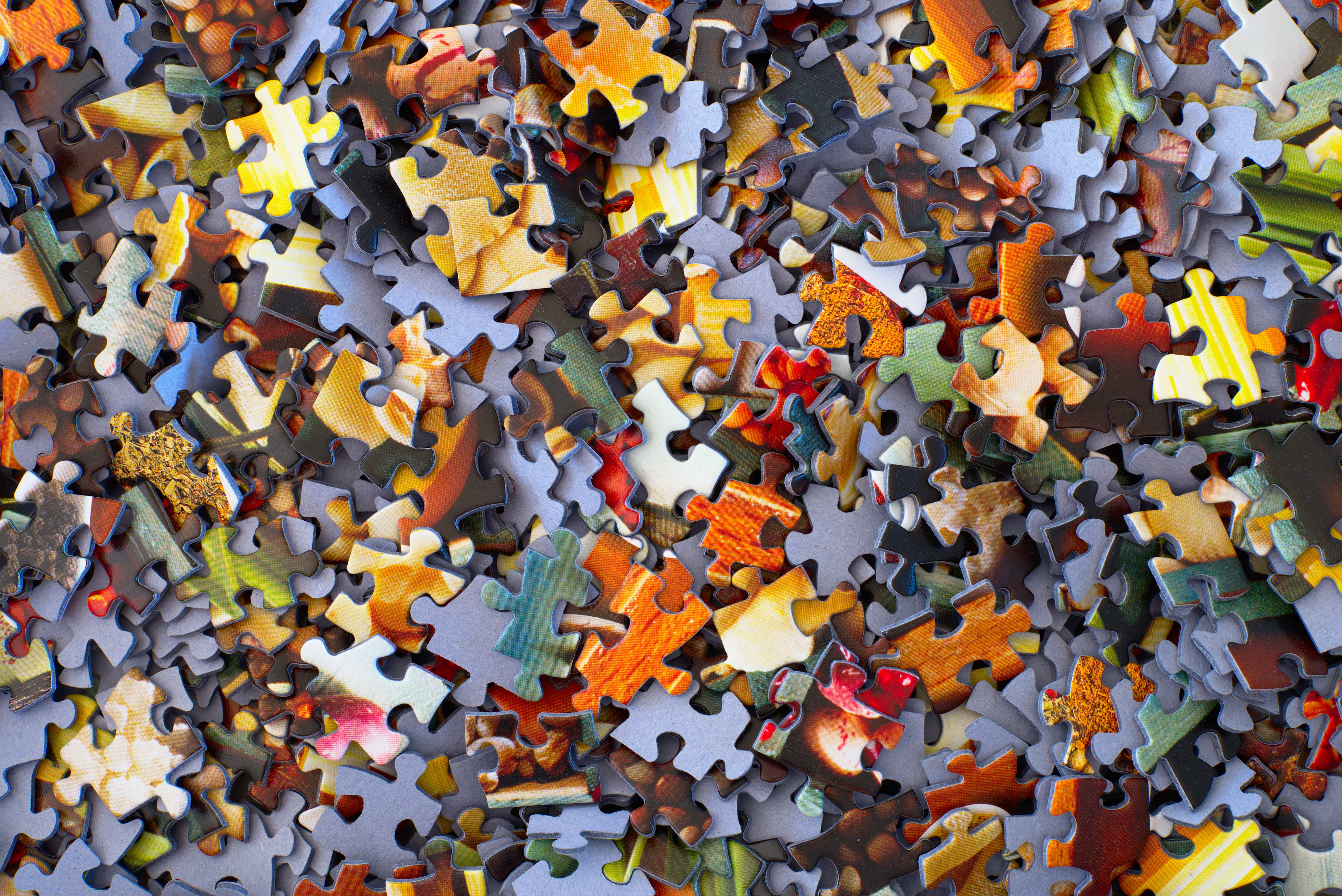
Puzzle

È una tipologia di gioco da tavolo di pazienza che consiste nell’incastrare piccoli pezzetti di cartone o legno al fine di costruire l’immagine finale in cui è stata suddivisa. Essi possono essere di molte dimensioni e il numero di pezzi può variare anche in riferimento ai soggetti cui è destinato.
Il puzzle può rappresentare anche un notevole strumento di apprendimento, infatti permette di sviluppare diverse abilità e benefici quali ad esempio:
- sviluppo motorio. Giocare con i puzzle richiede abilità di motricità fine per poter afferrare i pezzi di diverse forme e dimensioni e per poterli manipolare per incastrare esattamente a seconda del ritaglio.  Questa attività permette di sviluppare piccoli movimenti muscolari, la destrezza di mani e dita e la coordinazione occhio-mano;
- sviluppo cognitivo. Quando si gioca con i puzzle si impara il potere di scelta e della strategia.  Inoltre, per quanto riguarda i puzzle dedicati ai più piccoli, i quali spesso trattano a temi e argomenti come ad esempio animali, forme, lettere e numeri che aiutano ad aumentare la consapevolezza visiva;
- sviluppo di abilità di problem-solving. Completando un puzzle ci si pone un unico obiettivo da raggiungere. Si rende necessario quindi pensare e sviluppare delle strategie per potersi avvicinare al raggiungimento di questo obiettivo. Questo processo implica, oltre alla soluzione di problemi, anche la capacità di ragionamento e lo sviluppo di soluzioni che in futuro potranno essere messe in pratica;
- promuove il gioco cooperativo. Giocando insieme e collaborando, soprattutto i bambini, ma anche gli adulti, hanno modo di discutere, ad esempio su dove un determinato pezzo dovrebbe andare. Migliora l’autostima, infatti, superare delle sfide risolvendo un enigma fornisce una spinta alla fiducia in se stessi.

In conclusione non vi è dubbio su come i puzzle rappresentino uno strumento di apprendimento versatile e completo, poiché offrono una serie di preziosi benefici educativi che supportano lo sviluppo di tantissime abilità sia durante l’infanzia che in età adulta o anziana.

### Videogiochi
Per videogioco si intende un gioco gestito da un dispositivo elettronico che consente di interagire con le immagini di uno schermo. La loro diffusione è iniziata soprattutto a partire dagli anni 1970, ma nel mondo è cresciuta in maniera esponenziale, riuscendo a imporsi, nel tempo, su tutte le forme tradizionali di passatempo. Il videogioco educativo o istruttivo (una forma di edutainment) è un’importante categoria di videogiochi in cui il ruolo ludico non è più lo scopo centrale della produzione, ma prevale la componente educativa. Ci si avvale dello strumento per fini educativi o formativi e sono quindi rivolti a precise fasce di persone. L’obiettivo principale di questi videogiochi è l'educazione o lo sviluppo di determinate capacità e abilità (ad esempio logico-matematiche o linguistiche). Posso rientrare nella categoria anche software di simulazione usati in ambiti specifici come per la formazione aziendale o in contesto militare.
Esistono numerosi generi di videogiochi che possono dare benefici educativi anche se non è questa la loro finalità, analogamente ai loro corrispettivi non elettronici, quali ad esempio il videogioco rompicapo o il videogioco a quiz.

### Scacchi

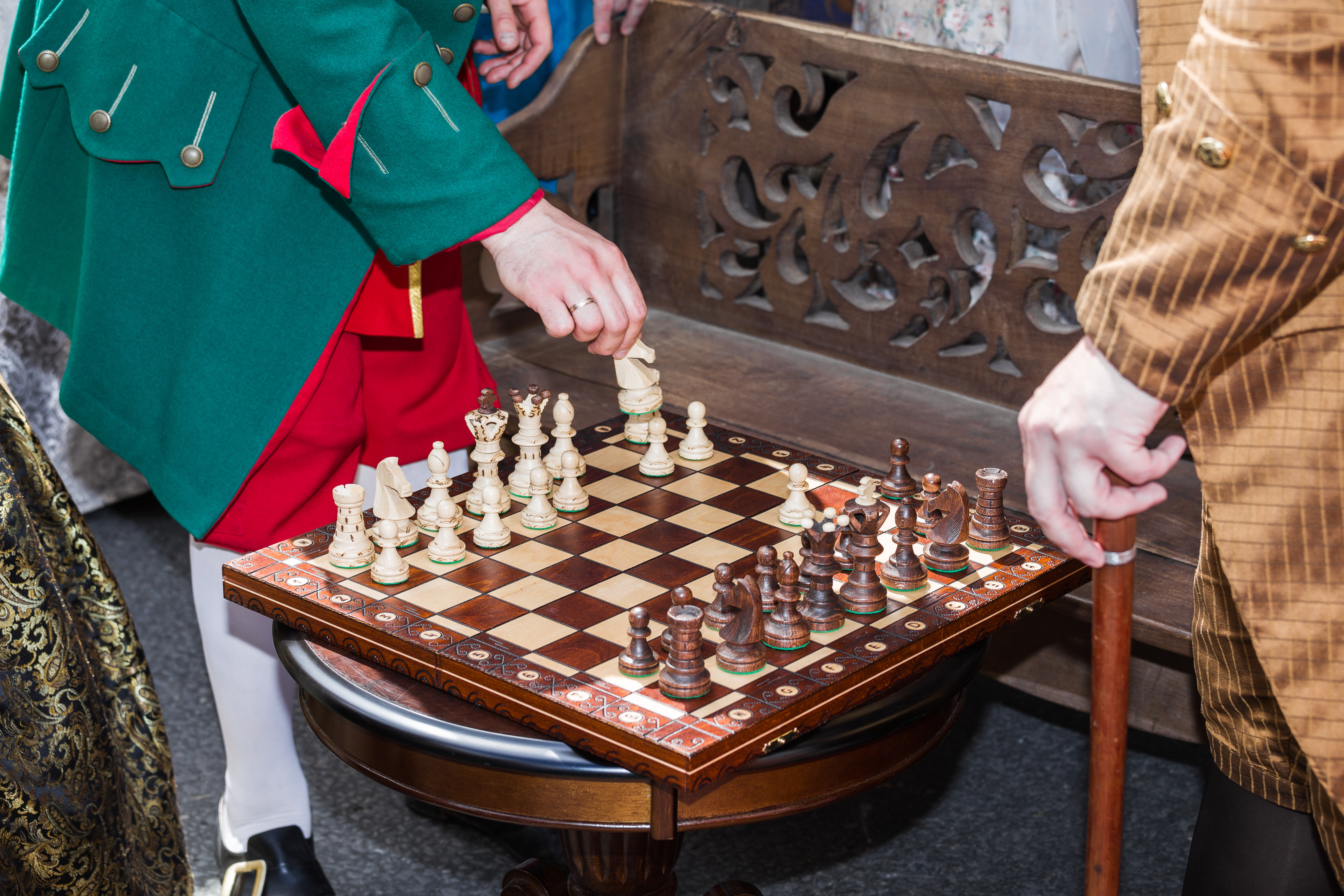
Scacchiera

Gli scacchi sono un gioco di strategia che si svolge su una tavola quadrata detta scacchiera, formata da 64 caselle (o "case") di due colori alternati, sulla quale ogni giocatore dispone di 16 pezzi (bianchi o neri): un re, una donna (o "regina"), due alfieri, due cavalli, due torri e otto pedoni; ogni casella può essere occupata da un solo pezzo, che può catturare o "mangiare" il pezzo avversario andando a occuparne la casella; obiettivo del gioco è dare scacco matto, ovvero minacciare la cattura del re avversario in modo tale che l'altro giocatore non abbia mosse legali.
È un gioco antichissimo, di probabile origine indiana, che si diffuse poi nella Persia sasanide e tra gli Arabi, i quali lo importarono nell’Europa occidentale, dove appare conosciuto già alla metà dell’11º secolo. Alla fine del 15° sec. si fissarono le regole ancora oggi in uso.

#### Implicazioni educative degli scacchi
Il gioco degli scacchi può avere una forte implicazione educativa, infatti, spesso viene proposto in ambiente scolastico per le sue evidenti funzioni e socializzanti, cognitive ed etiche.
Per quanto riguarda la funzione socializzante, gli scacchi favoriscono l'interazione con gli altri ponendo il soggetto di fronte alla necessità di considerare anche il punto di vista altrui. Il soggetto, infatti, è tendenzialmente portato a considerare solo la propria visione delle cose come l'unica possibile, ma, nel corso di una partita a scacchi impara a tener conto della presenza dell'avversario e delle mosse che egli potrebbe opporre alle sue.
Questo gioco, inoltre, favorisce un tipo di apprendimento cooperativo che punta alla valorizzazione del gruppo come esperienza educativa. Si tratta di mettere in campo un insieme di tecniche da impiegare in classe privilegiando il lavoro in piccoli gruppi; si dà così agli alunni l'opportunità di imparare a lavorare insieme per il raggiungimento di obiettivi condivisi, sostenendo l'apprendimento proprio e quello dei compagni.
A questo punto entriamo nella dimensione etica, proprio perché si tratta di un gioco con regole numerose e complesse, le quali vanno rispettate a qualsiasi condizione.
Ciò consente di sviluppare concetti di equità, di turnazione, di reciprocità e di guidare al rifiuto di quegli atteggiamenti di prevaricazione, di scorrettezza, di ingiustizia che non consentono il regolare svolgimento del gioco. Gli scacchi, proprio nella loro valenza competitiva, educano al rispetto per l'avversario e all'accettazione del risultato della partita, atteggiamenti ai quali è importante educare gli allievi.

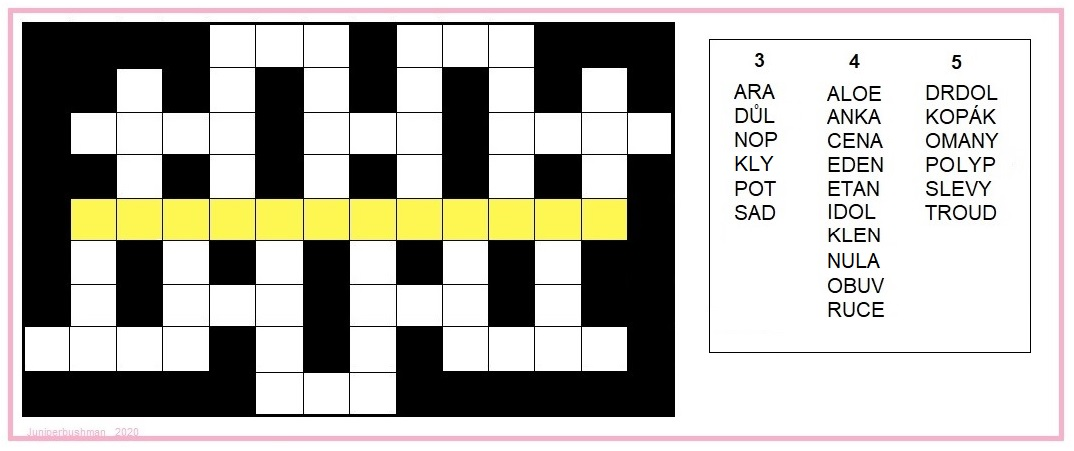
Parole crociate

### Cruciverba
Si tratta di una tipologia di gioco enigmistico che si svolge su una griglia quadrata o rettangolare di caselle bianche e nere. Le caselle nere, non sempre disposte in modo regolare, rappresentano le interruzioni tra le parole, le quali vanno a riempire le caselle bianche, una lettera per casella. Il gioco ha lo scopo di trovare, attraverso l'aiuto di apposite definizioni più o meno chiare, un certo numero di parole che possono essere collocate orizzontalmente e verticalmente nella griglia.

#### Uso didattico del cruciverba
L’uso del cruciverba in ambienti educativi può essere utile soprattutto per alunni con difficoltà e soggetti dislessici, infatti permette un recupero ortografico personalizzato, permettendo a ciascuno di utilizzare quei termini che non sapeva scrivere.
Queste attività oltre all’entusiasmo per la riuscita e al coinvolgimento, danno la possibilità di conservare e consultare il prodotto realizzato al momento del bisogno.
La realizzazione e la soluzione di cruciverba, impegna e responsabilizza in prima persona gli alunni, mette in gioco e nello stesso tempo sviluppa molteplici capacità, abilità e competenze trasversali (attenzione, concentrazione e memoria, orientamento e organizzazione spaziale, progettazione, analisi e sintesi, logica e critica, fantasia e creatività…), affina le capacità linguistico-espressive, facilita l’autovalutazione e la metacognizione; favorisce l’acquisizione del metodo e del gusto della ricerca, della capacità di utilizzare mezzi e strumenti e di gestire in maniera autonoma il proprio processo di formazione e di crescita, capacità quest’ultima divenuta indispensabile in una società in continua e rapida evoluzione.